# Bushnell (Illinois)
Bushnell je grad u američkoj saveznoj državi Ilinois. Prema popisu stanovništva iz 2010. u njemu je živjelo 3.117 stanovnika.